# اندیس کرومیت ۳۲۶۴
کرومیت ۳۲۶۴ یک اندیس فلزی است که در حوالی شهر چاهک استان فارس قرار دارد و مادهٔ معدنی موجود در آن، کرومیت است.سنگ میزبان این اندیس اولترابازیک است و دیرینگی آن به دوران کرتاسه می‌رسد.